# Msida
Msida és una ciutat portuària a la Regió Central de Malta amb una població de 7.623 habitants (2021) i una superfície d'1,7 km². Està situat a la zona costa est de l'illa, al nord de La Valletta i l'església principal de la població està dedicada a Sant Josep. Durant una setmana i mitja cada juliol, la vila celebra la festa de Sant Josep. La festa de Msida també és famosa pel seu repte d'escalada amb pals anomenat il-Ġostra.